# Sail-sous-Couzan
Sail-sous-Couzan là một xã trong tỉnh Loire miền trung nước Pháp.

## Geography
The river Lignon du Forez flows through the commune.